# Pararge aegeria
Pararge aegeria (Linnaeus, 1758) è un lepidottero diurno appartenente alla famiglia Nymphalidae, diffuso in Europa ad esclusione del nord della Scandinavia. Questo insetto è anche presente in Asia Minore, Caucaso, e Nordafrica.

## Habitat ed ecologia
Questa specie è tipica delle aree boschive dove può essere trovata fino ad una altezza di 1,800 metri. I bruchi si nutrono di diverse graminacee tra cui specie appartenenti al genere Poa e Festuca.

## Periodo di volo
Lepidottero bivoltino; sfarfallamenti della I generazione tra marzo e giugno, della II generazione tra agosto e settembre; l'esemplare sverna come larva o come pupa.